# Erpland
Erpland – album studyjny zespołu Ozric Tentacles wydany w 1990 roku. Album nagrany w składzie:
- Ed Wynne - gitara, syntezatory
- Joie Hinton - sampling, syntezatory
- Roly Wynne - gitara basowa
- Steve Everett - sampling
- Paul Hankin - instrumenty perkusyjne
- Merv Pepler - perkusja
- John Egan - flet, wokal
- Marcus Ethnic - instrumenty perkusyjne
- Generator John - tamburyno
- Tom Brooks - Reggae Bubbles

## Lista utworów
| Nr | Tytuł                           | Długość |
| -- | ------------------------------- | ------- |
| 1  | "Eternal Wheel"                 | 8:20    |
| 2  | "Toltec Spring"                 | 3:03    |
| 3  | "Tidal Convergence"             | 7:14    |
| 4  | "Sunscape"                      | 4:02    |
| 5  | "Mysticum Arabicola"            | 9:14    |
| 6  | "Cracker Blocks"                | 5:40    |
| 7  | "The Throbbe"                   | 6:21    |
| 8  | "Erpland"                       | 5:32    |
| 9  | "Valley of a Thousand Thoughts" | 6:32    |
| 10 | "Snakepit"                      | 3:17    |
| 11 | "Iscence"                       | 4:37    |
| 12 | "A Gift of Wings"               | 9:46    |